# Antun Božov Radimir
Antun Božov Radimir (1760. – 1833.), pomorski gospodarstvenik, kapetan, trgovac, brodovlasnik, mecena.
Iz istaknute pomorske obitelji Hrvata iz Dobrote Radimir. Najuspješniji pomorski gospodarstvenik svog kraja u svoje vrijeme. Svojim je brodovljem prevozio sir, žito, vino, maslinovo ulje, suvo meso i ribu. Robu je odvozio iz Grčke, Albanije i Crnog mora. Odredišne luke bile su Boka, Venecija i Trst. Također je dovozio iz Boke kotorske robu u Veneciju, Trst i Južnu Italiju.
Istakao se kao donator. Mnogo je novaca dao za sufinancirati proširenje crkve sv. Mateja u Dobroti, za građenje zvonika crkve, zatim nabavu srebrno‐pozlaćenog relikvijara te velikog broja srebrnih predmeta. Dao je novac za sagraditi kapelu sv. Antuna i poklonio je mramorni oltar.